# 库拉索首相
库拉索首相是荷蘭王國海外自治国库拉索的政府首腦，荷属安的列斯于2010年10月10日解体，所属荷屬聖馬丁和库拉索成为新的自治国。
| #   | 名                         | 就任           | 离任           | 政党           |
| --- | -------------------------- | -------------- | -------------- | -------------- |
| 1   | 赫里特·斯霍特 （1974－）   | 2010年10月10日 | 2012年9月29日  | 库拉索未来运动 |
| 2   | 斯坦利·贝特里安 （1951－） | 2012年9月29日  | 2012年12月31日 | 无党派         |
| 3   | 丹尼尔·霍奇 （1959－）     | 2012年12月31日 | 2013年6月7日   | 无党派         |
| 4   | 伊瓦尔·阿舍斯 （1970－）   | 2013年6月7日   | 2015年8月31日  | 主权人民       |
| 5   | 本·怀特曼 （1954－）       | 2015年8月31日  | 2016年12月23日 | 主权人民       |
| 6   | 汉斯莱·库伊曼 （1956－）   | 2016年12月23日 | 2017年3月24日  | MAN黨          |
| 7   | 吉爾馬·皮薩斯 （1971－）   | 2017年3月24日  | 2017年5月29日  | 库拉索未来运动 |
| 8   | 尤金·禺根雅福 （1970－）   | 2017年5月29日  | 2021年6月14日  | 安地列斯重組黨 |
| (7) | 吉爾馬·皮薩斯 （1971－）   | 2021年6月14日  | 現任           | 库拉索未来运动 |